# Alcântara (Maranhão)
Alcântara è un comune del Brasile nello Stato del Maranhão, parte della mesoregione del Norte Maranhense e della microregione del Litoral Ocidental Maranhense.
Il territorio del comune ospita il Cosmodromo di Alcântara, gestito dall'Agenzia Spaziale Brasiliana.